# Lagoa dos Patos (Minas Gerais)
Pour les articles homonymes, voir Patos (homonymie).
Lagoa dos Patos est une municipalité brésilienne de l'État du Minas Gerais et la microrégion de Pirapora.